# موسيس نديما كيبسيرو
موسيس نديما كيبسيرو (بالإنجليزية: Moses Ndiema Kipsiro)‏ هو عداء مسافات طويلة أوغندي ولد في يوم 2 سبتمبر 1986، اختص بسباق 5000 متر، أبرز إنجازاته هو فوزه بالميدالية البرونزية في بطولة العالم لألعاب القوى 2007 في أوساكا بتحقيقه للمركز الثالث في سباق 5000 متر.

## روابط خارجية
- موسيس نديما كيبسيرو على موقع الاتحاد الدولي لألعاب القوى (الإنجليزية)
- موسيس نديما كيبسيرو على موقع الدوري الماسي (الإنجليزية)
- موسيس نديما كيبسيرو على موقع اللجنة الأولمبية الدولية (الإنجليزية)
- موسيس نديما كيبسيرو على موقع أوليمبيديا (الإنجليزية)
- موسيس نديما كيبسيرو على موقع اتحاد ألعاب الكومنولث (مؤرشف) (الإنجليزية)
- موسيس نديما كيبسيرو على موقع اتحاد ألعاب الكومنولث (مؤرشف) (الإنجليزية)